# Blekko
Blekko (торговая марка blekko) — американская компания и одноименная поисковая система, открытая в ноябре 2010 года, использующая для сортировки и отсеивания результатов слештеги.
Разработка blekko началась в 2007 году. Разработчики стремятся очистить поисковую выдачу от малоинформативных и бесполезных сайтов, чем надеются превзойти Google Search. Для пользователей сайт открылся 1 ноября 2010 года и в настоящее время находится на стадии бета-тестирования. В настоящее время в выдаче находится более 3 миллиардов проверенных страниц, а большинство ферм контента в выдаче отсутствует.
В 2015 г. поисковая система закрылась, присоединившись к фирме «Ай-Би-Эм Ватсон».

## Возможности
- Статистика поисковой оптимизации сайта
- Ссылающиеся страницы
- Кешированные страницы
- Определение IP-адреса по доменному имени
- Поиск дубликатов содержимого страницы в Интернете
- Установка тегов к страницам в результатах выдачи
- Сравнение сайтов
- Статистика обхода сайтов поисковым роботом
- Работа с файлом robots.txt
- Раздельная работа с сайтами, размещенными на одном хостинге
- Учет длины страницы
- Учет времени загрузки страницы

- Официальный сайт
- Официальный сайт
- Официальный сайт